# Fritt Ord
Fritt Ord é uma fundação privada norueguesa, cujo objetivo é apoiar a liberdade de expressão e uma imprensa livre. Foi criada em 7 de junho de 1974 pelos líderes de Narvesen Kioskkompani, Jens Henrik Nordlie e Finn Skedsmo, além do advogado Jens Christian Hauge.
A Fritt Ord tem fundos significativos e está participando no apoio de vários projetos na Noruega, investindo no jornal Morgenbladet, apoiando uma enciclopédia (Store Norske Leksikon) e sendo parte proprietária (10,1%) do grupo de mídia A-Pressen. Além disso, concede bolsas de estudo a estudantes de mídia e jornalismo, concede o Prêmio Fritt Ord e apoia competições de redação. Também fornecu financiamento para projetos controversos, por exemplo, um próximo livro escrito pelo blogueiro Fjordman, que pede a deportação de todos os muçulmanos da Europa.
A organização concede três prêmios anuais para apoiar a liberdade de expressão; o Prêmio Fritt Ord (norueguês: Fritt Ords pris), o Prêmio Honorário Fritt Ord (norueguês: Fritt Ords honnør) e os prêmios de imprensa para a Rússia e a Europa Oriental (norueguês: Pressepriser for Russland og Øst-Europa). Esses prêmios não devem ser confundidos com "Ytringsfrihetsprisen", o Prêmio anual de Liberdade de Expressão, concedido principalmente a escritores internacionais pela União dos Autores da Noruega.

## História
Os proprietários da cadeia de quiosques Narvesen queriam transformar sua cadeia de varejistas de jornais e revistas em uma instituição e, em 1 de janeiro de 1975, a empresa foi adquirida pela recém-criada fundação Fritt Ord, ao mesmo tempo em que se fundiu com a Norwegian State Railways (NSB), empresa Norsk Spisevognselskap, que ofereceu serviços de catering para a ferrovia. Fritt Ord obteve 59% da empresa recém-formada, enquanto a NSB obteve 41%.
Os dividendos da empresa possibilitaram a Fritt Ord executar uma série de tarefas relacionadas à liberdade de expressão, incluindo apoio ao Instituto de Jornalismo e ao Prêmio Liberdade de Expressão, além de diversas doações para inúmeras pessoas e instituições, no mercado interno e internacionalmente.
Em 1995, a NSB vendeu suas ações na Narvesen e a empresa foi listada na Bolsa de Valores de Oslo. Como resultado, a Fritt Ord reduziu sua propriedade na Narvesen para 34% em 1999 e em 2000 a Narvesen foi incorporada à Reitangruppen para formar a ReitanNarvesen. Em 2001, Fritt Ord vendeu sua propriedade na empresa para a família Reitan. Em resultado do capital libertado com a venda da Narvesen, a Fritt Ord adquiriu participações na Morgenbladet (30,5%) e na A-Pressen (10,1%).

## Controvérsias

### Controvérsia de David Irving em 2008
A organização foi criticada por alguns por obstruir, em vez de aumentar a liberdade de expressão, quando ameaçou o Festival Norueguês de Literatura de retirar o apoio financeiro se o negador do Holocausto britânico David Irving fosse autorizado a falar no festival. Em outubro de 2008, o então diretor da Fritt Ord, Erik Rudeng, exigiu que seu logotipo fosse removido das páginas do Festival Norueguês de Literatura porque Irving havia sido convidado a dar uma palestra sobre seu conceito de verdade no festival. O convite de Irving foi retirado apenas alguns dias depois. Rudeng, por seu lado, defendeu a decisão afirmando que a Fritt Ord só patrocinou o festival de literatura em 2008 e, portanto, era hora do logotipo deles ser removido quando o programa para 2009 foi apresentado. Isso levou alguns comentaristas a abordar o paradoxo de uma organização auto-proclamada a favor "liberdade de expressão" que se envolve em uma campanha para impedir que uma voz controversa como a de David Irving seja ouvida na Noruega.

### Controvérsia Fjordman
Em 2013 a organização criou uma polêmica pois forneceu financiamento ao controverso blogueiro Fjordman (Peder Jensen), que foi caracterizado como de extrema-direita e islamofóbico por um livro que Jensen estava escrevendo sobre Anders Breivik e os Atentados de 22 de julho de 2011 na Noruega. O líder do Partido Trabalhista, Eskil Pedersen, disse que Fritt Ord é uma organização que fornece uma plataforma para "homossexuais e racistas", referindo-se tanto ao apoio a Fjordman quanto ao apoio anterior a outras causas e indivíduos controversos. O deputado Snorre Valen acusou Fritt Ord de "zombaria de todos os mortos e feridos" nos ataques da Noruega em 2011, afirmando que a Fritt Ord fornece financiamento a um escritor "para que ele possa publicar um livro sobre o terrorista que inspirou", concluindo que Fritt Ord apoia o "extremismo". O líder do grupo de apoio às vítimas de Breivik, Trond Henry Blattmann, disse ao Dagbladet que o apoio financeiro da Fritt Ord ao Fjordman era "inaceitável". O líder da Fritt Ord, Georg Fredrik Rieber-Mohn, disse que a decisão de conceder subvenções ao Fjordman foi muito difícil. A decisão foi apoiada pelo jornalista da Aftenposten, Erik Tornes, que argumentou que o subsídio era um preço baixo a ser pago para tirar "os extremistas das ecocâmaras" , a decisão também foi apoiada pela ministra da Cultura da Noruega, Hadia Tajik.